# Bezirksklasse Magdeburg-Anhalt 1933/34

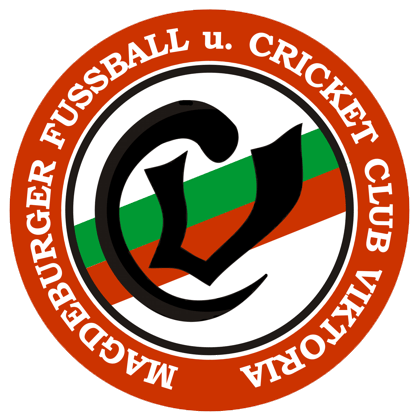
FuCC Cricket-Viktoria 1897 Magdeburg – 1. Fußball-Bezirksmeister

Die Bezirksklasse Magdeburg-Anhalt 1933/34 war nach der Sportgau-Neustrukturierung die erste Spielzeit der als Unterbau zur Gauliga Mitte fungierenden Bezirksklasse Magdeburg-Anhalt. Neu daran, war die jetzige Drei-Teilung der zweiten Klasse auf Basis der drei Bezirke des Gaues Mitte, welche wiederum in insgesamt 15 Unter-Kreise, mit je einer Kreisklasse als dritter Ebene gegliedert waren. Zum ersten Bezirksklassen-Titelträger MD-Anhalt wurde so nach einem spannenden Vierkampf an der Tabellenspitze der FuCC Cricket-Viktoria 1897 Magdeburg gekürt, welcher damit auch seiner Favoritenrolle als früheres „Gauliga-Star-Ensemble“ gerecht wurde und anschließend in der Relegationsrunde, 
 (in nur zwei Spielen ausgetragen, weil der Thüringen-Vertreter 1. FC Lauscha disqualifiziert wurde), auch den Aufstieg 
 in die neue Gauliga Mitte bewerkstelligte. Viktoria 03 Zerbst musste sich nur aufgrund des schlechteren Torquotienten punktgleich hinter den Grau-Grün-Roten als Vize-Meister einreihen.
Den bitteren Kreisklassen-Gang, mussten dann 
 der Magdeburger Traditionsverein SC Germania-Jahn 98 und der Dessauer SV 98 antreten. Beide lieferten sich einen engen Dreikampf mit dem VfL Germania Wernigerode, wobei die Harzer letztendlich glücklich die Klasse hielten. In der anschließenden Relegation zur Bezirksklasse, einzig bei ihrer Premiere in nur einer „Einfachen Runde“ ausgetragen, triumphierten die Saxonia 07 Tangermünde als Altmark-Repräsentant, und der traditionsreiche Magdeburger SC 1900.

## Teilnehmer
Bedingt durch die Gleichschaltung der damaligen Zeit unterzog sich auch der DFB einer markanten Strukturreform. Neben der Neugestaltung des Gauligen-Systems sollten auch die sportlichen Fußball-Bezirks-und-Kreisebenen neu entstehen. Die Gauliga Mitte (Gau VI), bildete nun die höchste Spielklasse und die drei Bezirksklassen Magdeburg-Anhalt, Halle-Merseburg und Thüringen waren nunmehr als Zweite Spielklasse geschaffen. Die neue Bezirksklasse Magdeburg-Anhalt sollte mit zwölf Vereinen in ihre erste Saison starten. Der Verteilschlüssel als Qualifikations-Muster war vor Saisonbeginn 1932/33 bekannt: Vier Vereine der Gauliga Mittelelbe, vier der Gauliga Anhalt, zwei der Gauliga Harz, einer der Gauliga Altmark sowie mit dem SV 1911 Hötensleben, sogar ein Verein aus der damals Niedersachsen zugehörigen Oberliga Südhannover-Braunschweig. So stürzte man sich ab 1933 in das neue Abenteuer, welches ein höheres, weil komprimierteres Niveau versprach und die vormals, sportlich stark verwässerte 1b-Klassen-Gliederung ablöste. Schon nach kurzer Zeit ihres Bestehens, bewiesen die neu gebildeten Strukturen ihre erstrebte Sinnhaftigkeit.
Für die erste Austragung der Bezirksklasse Magdeburg-Anhalt qualifizierten sich folgende 12 Vereine:
- Platz 4–7 der Gauliga Elbe 1932/33 (Platz 1–3 waren für die Gauliga Mitte qualifiziert):
  - VfB 1906 Schönebeck
  - SC Germania-Jahn 98
  -  FuCC Cricket-Viktoria 1897
  - SV Staßfurt 09

- Platz 1–4 der Gauliga Anhalt 1932/33:
  -  SV Viktoria 03 Zerbst
  - SV Dessau 05
  - SV Bernburg 07 rückte als 5. nach – SV Wacker Bernburg musste als 3. in die Relegation
  - Dessauer SV 98

- Platz 1–2 der Gauliga Harz 1932/33:
  -  FC Germania Halberstadt 1900
  -  VfL Germania 1910 Wernigerode

- Platz 1 der Gauliga Altmark 1932/33:
  -  FC Viktoria 09 Stendal

- Der aus geographischen Erwägungen, neu positionierte Vertreter der Oberliga Südhannover-Braunschweig 1932/33:
  - SV 1911 Hötensleben

## Abschlusstabelle
Tabellen, Zahlen und Resultate sind aus den im Unterpunkt Quellen notierten Zeitungen entnommen.
Gespielte Spiele: 132 / Erzielte Tore: 771

(1. Spielzeit - Saison-Beginn: 03.09.1933)
| Pl. | Verein                   | Sp. | Tore  | Quote | Punkte |
| --- | ------------------------ | --- | ----- | ----- | ------ |
| 01. | FuCC Cricket-Viktoria    | 22  | 69:48 | 1,44  | 28:16  |
| 02. | Viktoria 03 Zerbst       | 22  | 73:64 | 1,14  | 28:16  |
| 03. | SV Dessau 05             | 22  | 72:55 | 1,31  | 27:17  |
| 04. | VfB 1906 Schönebeck      | 22  | 74:72 | 1,03  | 27:17  |
| 05. | FC Viktoria 09 Stendal   | 22  | 60:61 | 0,98  | 25:19  |
| 06. | FC Germania Halberstadt  | 22  | 67:55 | 1,22  | 22:22  |
| 07. | SV 09 Staßfurt           | 22  | 68:55 | 1,24  | 21:23  |
| 08. | SC 1911 Hötensleben      | 22  | 62:74 | 0,84  | 21:23  |
| 09. | SV 07 Bernburg           | 22  | 65:61 | 1,06  | 20:24  |
| 10. | VfL Germania Wernigerode | 22  | 68:78 | 0,87  | 16:28  |
| 11. | SC Germania-Jahn 98      | 22  | 54:77 | 0,70  | 15:29  |
| 12. | Dessauer SV 98           | 22  | 39:71 | 0,55  | 14:30  |

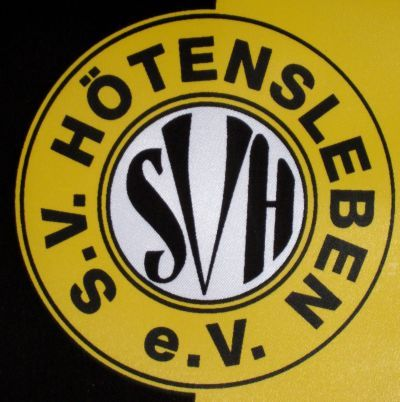
SV 1911 Hötensleben - Gast-Spielverein aus dem Bereich Niedersachsen

- [ Nach Beendigung der Spielzeit wurde der SC 1911 Hötensleben wieder in den Sport-Bezirk Niedersachsen eingegliedert.]
- [ G.Wernigerode setzte vom 4.-6. Spieltag einen nicht-spielberechtigten Spieler ein und wurde im Nachhinein mit dem Abzug, der aus diesen drei Spielen errungenen fünf Punkte sanktioniert.
 Diese wurden jeweils den beteiligten Gegnern: Stendal (2), Hötensleben (2) und Dessau 05 (1) zugesprochen. Alle hierbei erzielten Tore, behielten aber ihre wertige Gültigkeit.]

(bei Punktgleichheit entschied in allen Klassen und Runden jeweils der Torquotient über die Tabellen-Platzierung)

## Aufstiegsrunde
In der Aufstiegsrunde spielten die vier Gewinner der einzelnen 1. Kreisklassen („Einfache Runde“) um die beiden Aufstiegsplätze zur Bezirksklasse Magdeburg-Anhalt 1934/35.

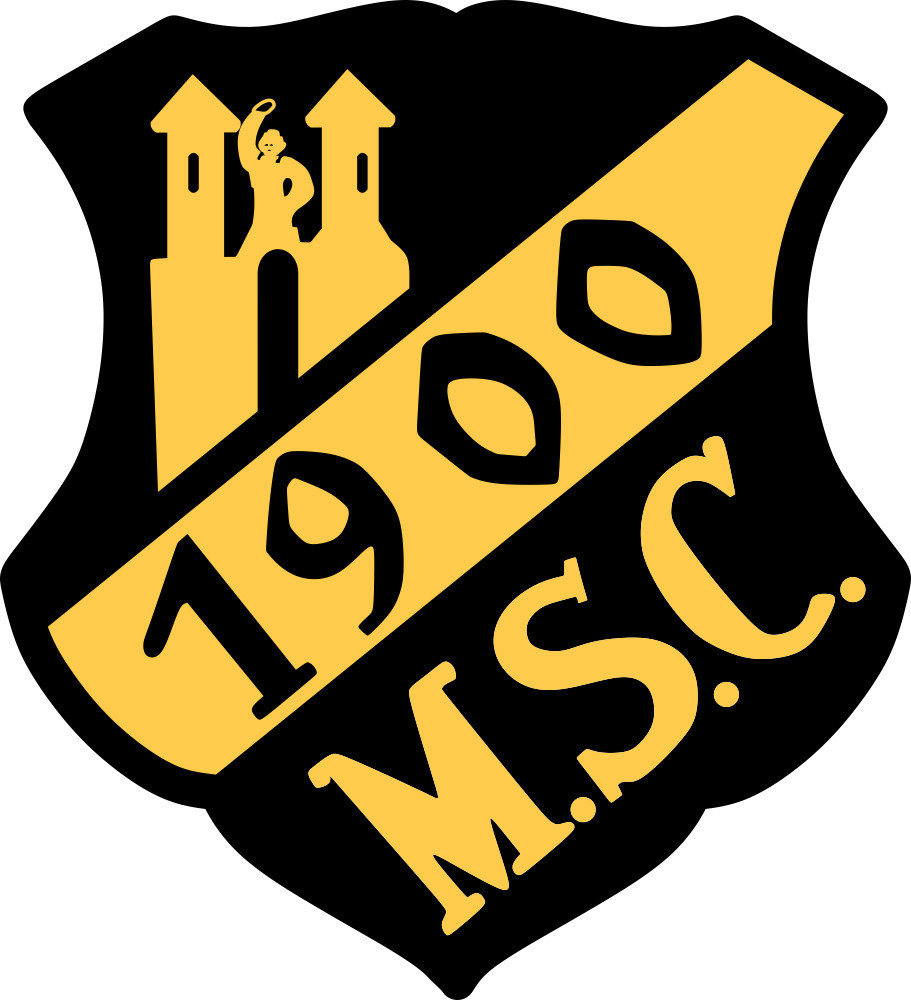
Magdeburger SC 1900 Tabellenerster durch besseren Tor-Quotienten

Gespielte Spiele:   6 / Erzielte Tore: 24 / Ausspielung: 13.05. - 29.04.1934
| Pl. | Verein                                              | Sp. | Tore  | Quote | Punkte |
| --- | --------------------------------------------------- | --- | ----- | ----- | ------ |
| 1.  | Magdeburger SC 1900 (Sieger Kreisklasse Magdeburg)  | 3   | 6:2   | 3,00  | 4:2    |
| 2.  | Saxonia 07 Tangermünde (Sieger Kreisklasse Altmark) | 3   | 10:40 | 2,50  | 4:2    |
| 3.  | SpVgg 04 Thale (Sieger Kreisklasse Harz)            | 3   | 4:6   | 0,66  | 2:4    |
| 4.  | SV Wacker Bernburg (Sieger Kreisklasse Anhalt)      | 3   | 04:12 | 0,33  | 2:4    |